# João Carlos Pessoa Fragoso
João Carlos Pessoa Fragoso (* 6. Juli 1935 in Rio de Janeiro) ist ein ehemaliger brasilianischer Diplomat.

## Leben
João Carlos Pessoa Fragoso ist der Sohn von Corina Pessoa Fragoso und Aguinaldo Boulitreau Fragoso, sowie ein Neffe von João Leitão de Abreu von 1981 bis 1985 Ministro da Casa Civil do Brasil (Präsidialamtsleiter). João Carlos Pessoa Fragoso wurde 1959 Bachelor of Laws der Pontifícia Universidade Católica do Rio de Janeiro.
Er trat am 22. Januar 1959 in den auswärtigen Dienst des Itamaraty und wurde als Gesandtschaftssekretär dritter Klasse besoldet.
Während des Staatsbesuchs von Dwight D. Eisenhower 1960 in Brasilien war er zur Protokollabteilung abgeordnet. Von 1962 bis 1964 war er Botschaftssekretär zweiter Klasse in Bonn. Von 1964 bis 1966 war er Botschaftssekretär zweiter Klasse in London. Von 1966 bis 1968 war er in Montevideo, wo er 1967 zum Botschaftssekretär erster Klasse befördert wurde. Von 1968 bis 1969 war er stellvertretender Generalsekretär des Itamaraty. 1969 leitete er das Centro de Informações do Exterior (Ciex 1966–1986), einen Auslandsnachrichtendienst des brasilianischen Folterregimes und wurde in dieser Funktion durch Paulo Sérgio Nery abgelöst.
Von 1974 bis 1977 war er Gesandtschaftsrat an der Botschaft beim Heiligen Stuhl. Von 3. Februar 1985 bis 24. Januar 1989 war er brasilianischer Botschafter in Madrid. Von 1989 bis 1992 war er Botschafter in Bonn. Von 1992 bis 1994 war er Botschafter in Belgien. Von 1995 bis 1998 war er als Verbindungsbeamter zum brasilianischen Kongress abgeordnet. Von 1998 bis 2000 war er Botschafter in Athen. Seinen Ruhestand verbringt er auf seiner Farm in Barra do Piraí.
| Vorgänger                                 | Amt                                              | Nachfolger                      |
| ----------------------------------------- | ------------------------------------------------ | ------------------------------- |
| Lauro Escorel Rodrigues de Moraes         | Brasilianischer Botschafter in Madrid 1985–1989  | Ronaldo Mota Sardenberg         |
| Jorge de Carvalho e Silva                 | Brasilianischer Botschafter in Bonn 1989–1992    | Francisco Thompson Flores Netto |
| Antônio Borges Leal Castello Branco Filho | Brasilianischer Botschafter in Brüssel 1992–1994 | Jerônimo Moscardo               |
| Marcos Antônio de Salvo Coimbra           | Brasilianischer Botschafter in Athen 1998–2000   | Oto Agripino Maia               |